# منشاه
منشاه (به عربی: المنشأة‎) نام شهر و شهرستانی در استان سوهاج مصر است.